# Phyllangia
Genre
Phyllangia est un genre de coraux durs de la famille des Caryophylliidae.

## Liste d'espèces
Le genre Phyllangia comprend les espèces suivantes :
| Selon World Register of Marine Species (28 juin 2015) : - Phyllangia americana Milne Edwards & Haime, 1849 - Phyllangia consagensis Durham & Barnard, 1952 - Phyllangia dispersa Verrill, 1864 - Phyllangia echinosepes Ogawa, Takahashi & Sakai, 1997 - Phyllangia granulata Koch, 1886 - Phyllangia hayamaensis Eguchi, 1968 - Phyllangia papuensis Studer, 1878 - Phyllangia pequegnatae Cairns, 2000 | Selon ITIS (28 juin 2015) : - Phyllangia americana Milne-Edwards & Haime, 1849 - Phyllangia consagensis Durham & Barnard, 1952 - Phyllangia dispersa Verrill, 1864 - Phyllangia echinosepes Ogawa, Takahashi & Sakai, 1997 - Phyllangia granulata Koch, 1886 - Phyllangia hayamaensis Eguchi, 1968 - Phyllangia papuensis Studer, 1878 |